# Pennies from Heaven (1936)
Pennies from Heaven is een Amerikaanse muziekfilm uit 1936 onder regie van Norman Z. McLeod.

## Verhaal
De rondtrekkende muzikant Larry Poole sluit vriendschap met het weesmeisje Patsy Smith en haar grootvader. Hij besluit om hen uit de nood te helpen. Daarvoor moet hij de verwezenlijking van zijn eigen droom uitstellen.

## Rolverdeling
| Acteur          | Personage              |
| --------------- | ---------------------- |
| Bing Crosby     | Larry Poole            |
| Madge Evans     | Susan Sprague          |
| Edith Fellows   | Patsy Smith            |
| Louis Armstrong | Henry                  |
| Donald Meek     | Opa Smith              |
| John Gallaudet  | J.C. Hart              |
| William Stack   | Clarence B. Carmichael |
| Nana Bryant     | Juffrouw Howard        |
| Tom Dugan       | Miller                 |
| Nydia Westman   | Slavey                 |